# 民族音楽学

民族音楽学(みんぞくおんがくがく、英語：Ethnomusicology)とは、民族学（Ethnology）と音楽学（Musicology）とがあわさったものである（Ethno-musicology）。音楽民族学と呼ばれることもある。Ethnomusicologyという単語は、オランダの学者ヤープ・クンストによって作られた。少なくともその発祥は、一般的に言われる民族音楽を研究対象とする学問ということではないが、実質的には、西洋伝統音楽以外の音楽を対象としている。研究対象としての「民族音楽」というものが実際には、西洋芸術音楽とその他という図式の下に成立していることは明白である。したがって西洋の音楽学者にとっては地元にない音楽の研究をすることになるので、録音再生技術の向上や、交通や運輸の発達により、世界中から音楽を集めやすくなったことによって研究が進めやすくなったとも指摘される。

## 関連文献
- Merriam, Alan (1964). The Anthropology of Music. Evanston, Ill.: Northwestern Univ Press.
- Hood, Mantle (1971). The Ethnomusicologist. Mc-Graw Hill.
- Blacking, John (1973). How Musical Is Man?. Seattle: University of Washington Press. ISBN 0295952180.
- Myers, Helen, ed. (1992). Ethnomusicology: An Introduction. New Grove Handbooks in Music. London: Macmillan. ISBN 0333576314.
- Nettl, Bruno (2005). The Study of Ethnomusicology: Thirty-One Issues and Concepts (rev. ed.). Urbana and Chicago: University of Illinois Press.
- Stone, Ruth (2008). Theory for Ethnomusicology. Upper Saddle River, N.J.: Pearson Prentice Hall. ISBN 9780132408400.